# Bogusza (wieś)
Bogusza (łem. Боґуша) – wieś w Polsce położona w województwie małopolskim, w powiecie nowosądeckim, w gminie Kamionka Wielka.
W latach 1975–1998 miejscowość administracyjnie należała do województwa nowosądeckiego.

## Położenie
Bogusza to niewielka wieś położona 515 m n.p.m. w Beskidzie Niskim, w dolinie potoku Królówka na północno-zachodniej rubieży dawnego zasiedlenia łemkowskiego. Z obu stron dolinę ujmują zalesione pasma górskie stanowiące część składową tzw. Gór Grybowskich. Od północy pasmo Postawne – Jaworze (882 m n.p.m.), a od południa pasmo Tokarni – Czerszli (871 m n.p.m.). Bogusza skupiona jest wzdłuż drogi wiodącej z Nowego Sącza i Kamionki Wielkiej do Florynki, a dalej do Grybowa.
We wsi znajdują się dwie dawne cerkwie, obecnie kościoły: greckokatolicka drewniana z 1856 roku, z bardzo cennym wyposażeniem i prawosławna z lat 1932–1937.

## Historia
Pierwsza wzmianka o Boguszy pojawiła się w piśmie z roku 1460 wystawionym przez podkomorzego krakowskiego Mikołaja Pieniążka. Bogusza wymieniona jest tu wraz z sąsiednią Binczarową w związku z nadaniem mieszkańcom obu wsi prawa wyrębu drzewa i wypasu trzody w lasach na południe od wsi. Z pisma wynika także, że obie wsie należą do starostwa niegrodowego w Grybowie, będącego dzierżawą królewską. Po raz kolejny informacje o Boguszy spotkać można w królewskim dokumencie z roku 1526, gdy wraz z innymi wsiami starostwa grybowskiego (Gródek, Biała Niżna, Biała Wyżna, Siołkowa, Kąclowa i Binczarowa) przeszła w ręce Jana Buczyńskiego z Olszyn.
W roku 1529 dzierżawę grybowską wykupił od Buczyńskiego dworzanin królewski Stanisław Pieniążek z Iwanowic, w 1544 nadał Boguszy prawo wołoskie, a sołectwo w Boguszy sprzedał Iwanowi Radzowi. Potomkowie Iwana Radza byli sołtysami wsi aż do XVIII w. Po Pieniążkach całe starostwo przeszło w ręce wojewody i starosty krakowskiego Stanisława Lubomirskiego, który przyczynił się do powstania w 1627 roku parafii i budowy cerkwi św. Dymitra w Boguszy. Pod koniec XVII wieku we wsi znajdowało się 9 gospodarstw, funkcjonował tu młyn wodny. Później starostwo obejmowali kolejno Grodzieńscy, Denhoffowie, Tarkowscy i Wodziccy. W roku 1785 dzierżawa grybowska została włączona przez rząd austriacki do tzw. dóbr kameralnych. W 1828 część byłego starostwa wraz z Boguszą sprzedano na licytacji Józefowi Boschowi. Boschowie uciekli na Węgry podczas rzezi galicyjskiej w 1846 roku. W 1880 roku wieś liczyła 87 domów.

## Zabytki
Obiekt wpisany do rejestru zabytków nieruchomych województwa małopolskiego.
- Cerkiew św. Dymitra, obecnie kościół filialny pw. św. Dymitra.

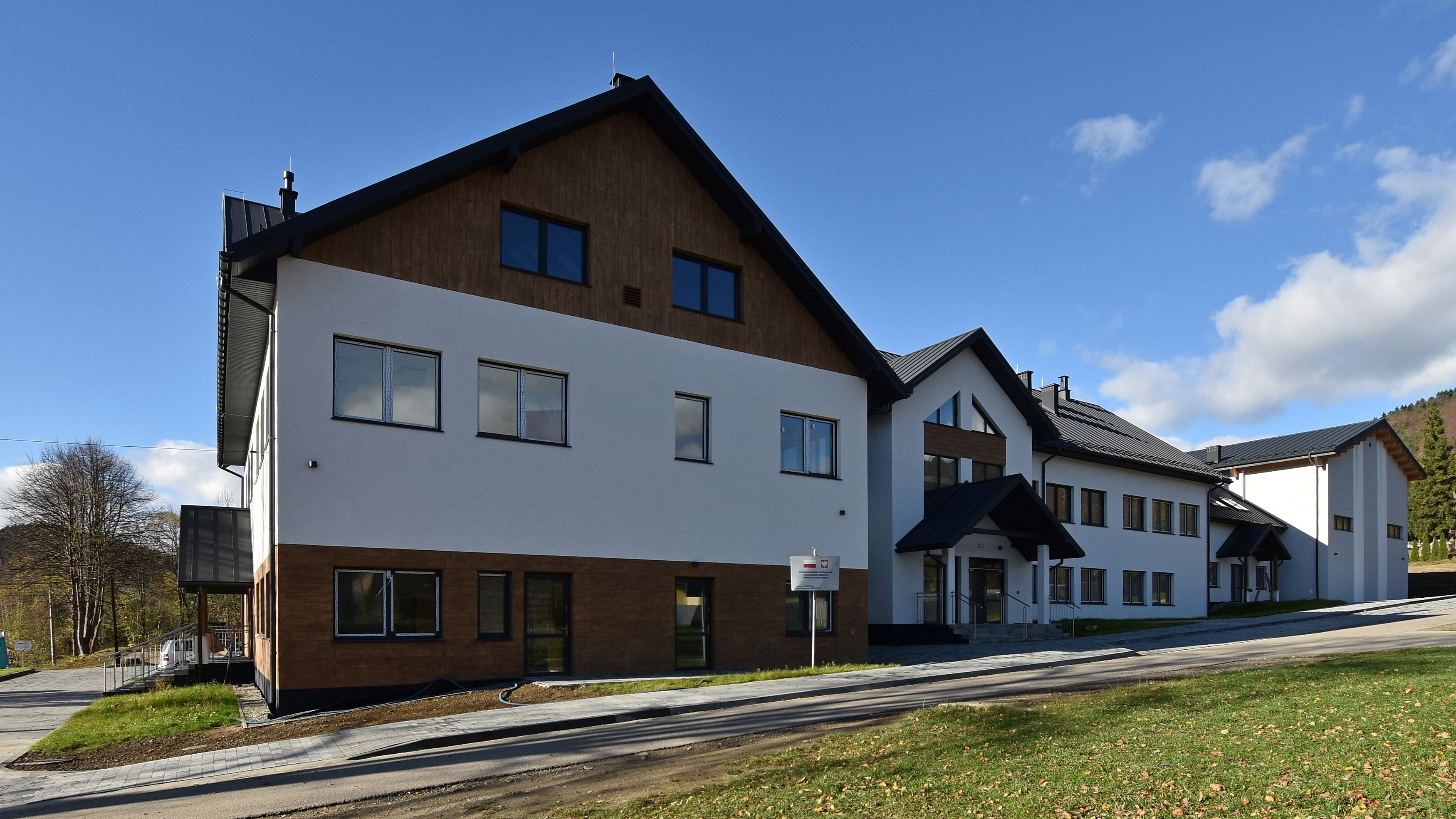
Szkoła
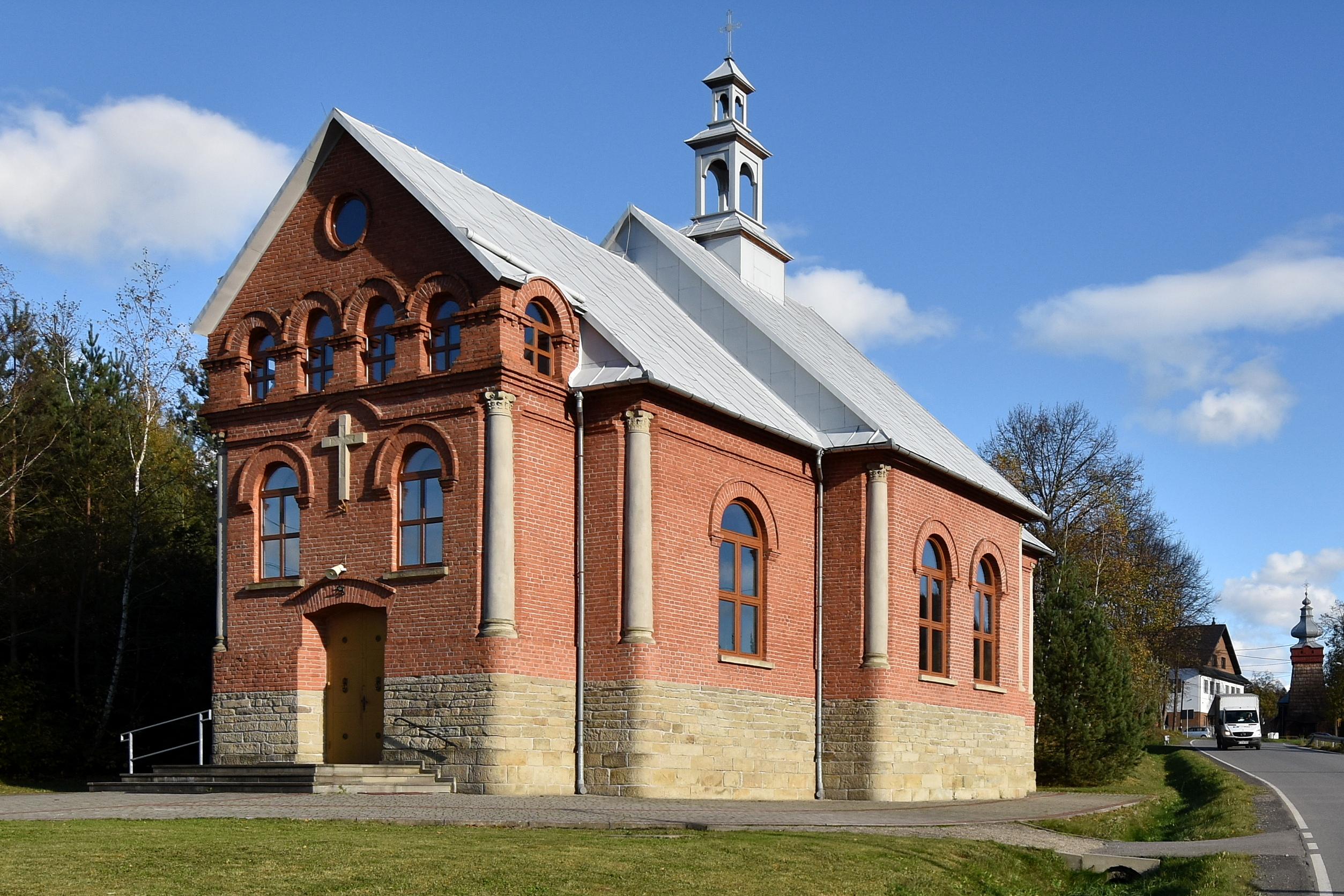
Dawna cerkiew prawosławna
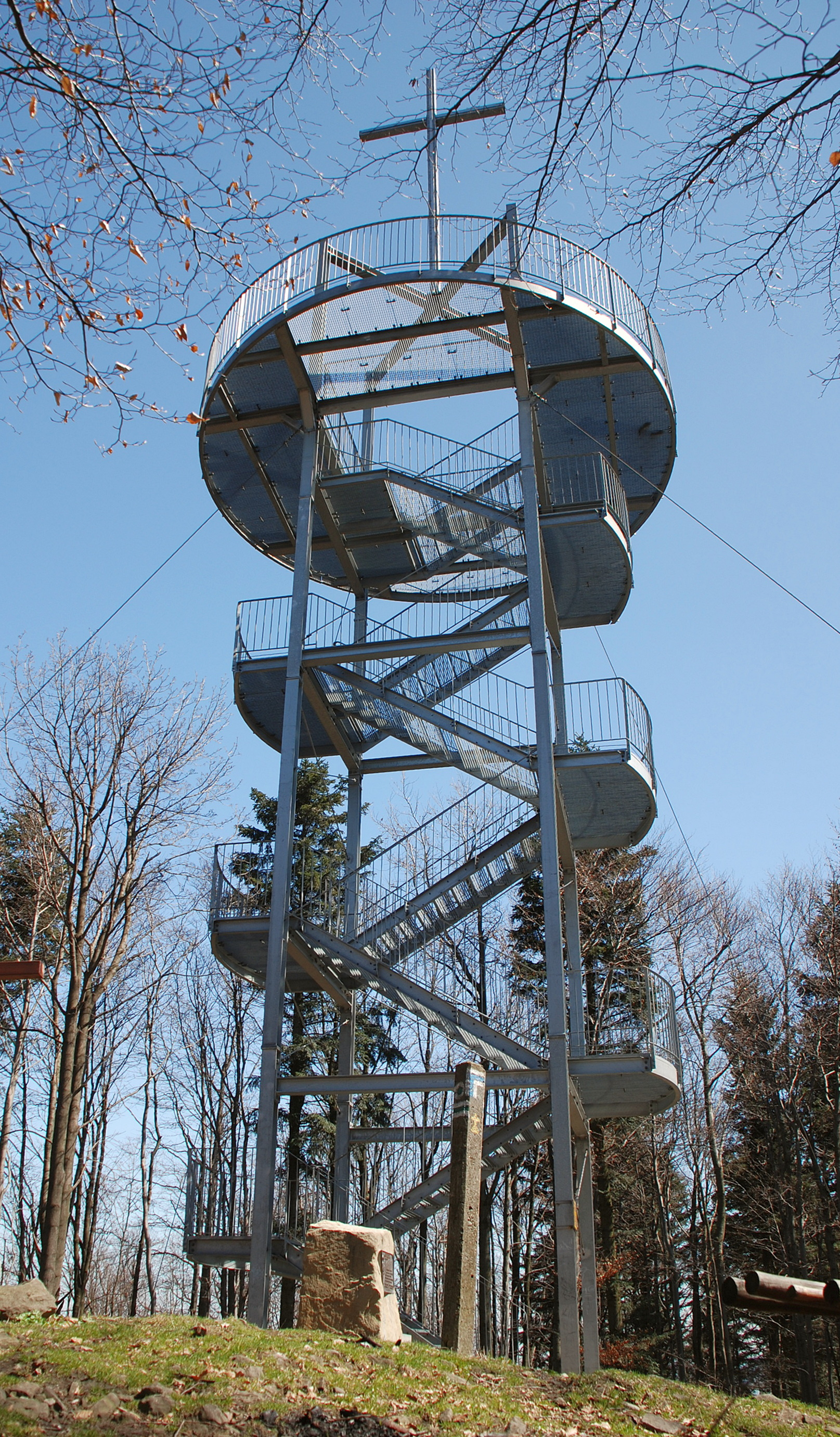
Wieża widokowa na Jaworzu

## Ludność
Pierwotnymi mieszkańcami nowych wsi, powstających na terenie Kotliny Sądeckiej (prawdopodobnie także Boguszy) i na północnych stokach Karpat w XIV i XV w. byli osadnicy polscy. Polska jest również nazwa miejscowości, pochodząca od imienia Bogusz (w XVII w. spotyka się też formę Bogusze i Boguszowa). Nazwa ta nie została zmieniona także w następnych wiekach, gdy wieś zamieszkiwali Łemkowie. Etnograf Roman Reinfuss zalicza mieszkańców tej części Łemkowszczyzny do tzw. Torokarów. Odrębność tej grupy wyrażała się w głównie w stroju; noszono tu czuhy, które na kołnierzu i na rękawach miały dwa lub trzy białe, tkane pasy oraz rząd białych lub czarnych frędzli, zwanych toroky.

## Ochotnicza Straż Pożarna
W Boguszy działa jednostka Ochotniczej straży pożarnej, która została założona w 1948 roku, zaś od dnia 11 marca 2001 roku znajduje się w krajowym systemem ratowniczo-gaśniczym. OSP posiada w swoim wyposażeniu dwa samochody bojowe – GBARt Iveco Eurocargo i GLM Fiat Ducato.

## Turystyka
Z Boguszy z Przełęczy nad Bacówką prowadzi niebieski szlak turystyczny do otwartej w 2005 roku wieży widokowej na szczycie Jaworze 882 m.